# Czesław Mierzejewski (inżynier)

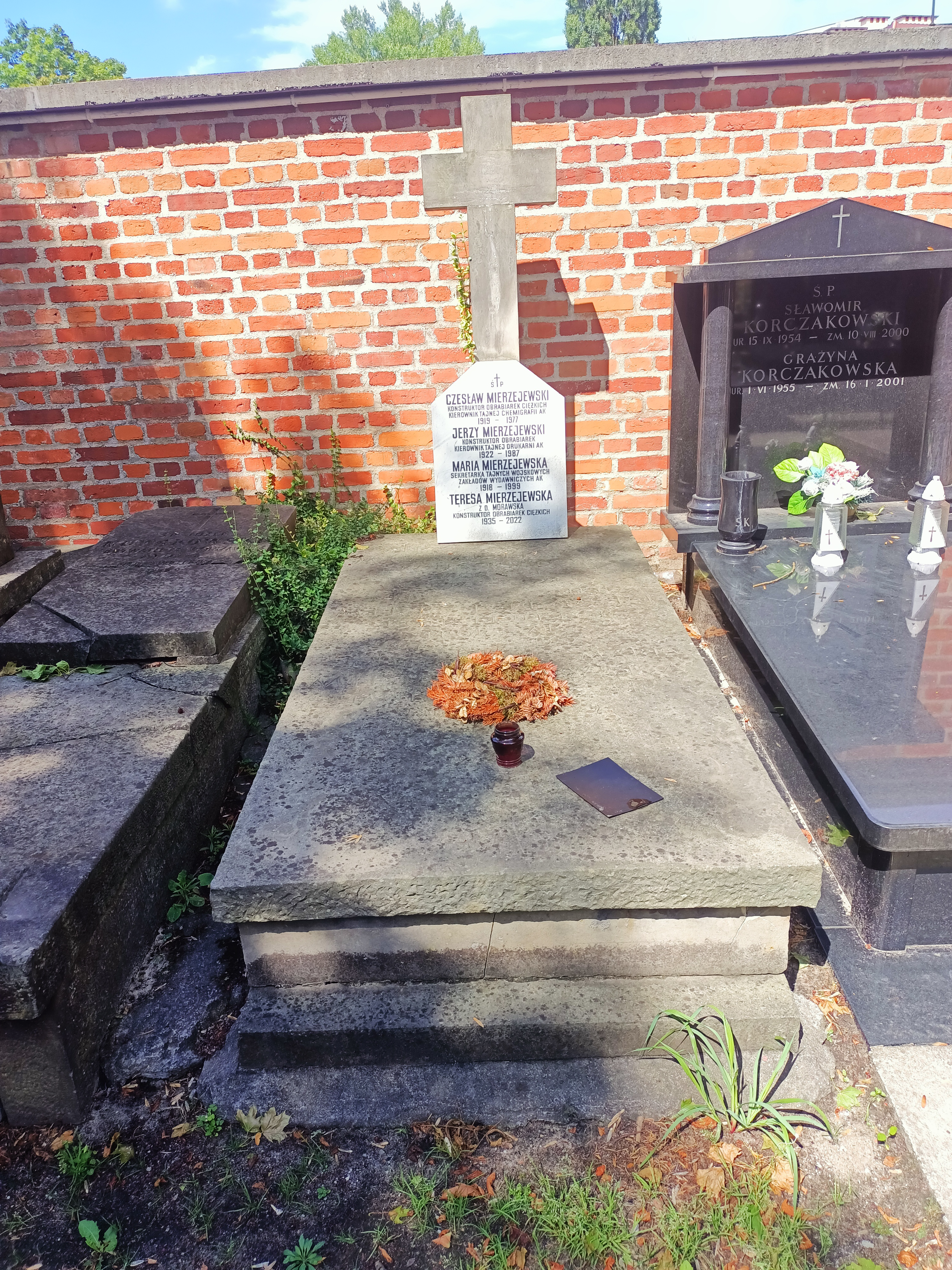
Grób Czesława Mierzejewskiego na cmentarzu Powązkowskim w Warszawie

Czesław Mierzejewski (ur. 21 stycznia 1919 w Warszawie, zm. 25 września 1977 tamże) – polski mechanik, konstruktor obrabiarek ciężkich i maszyn specjalnych.

## Życiorys
Urodził się w rodzinie Henryka i Barbary z Hemplów (1880–1960). Jego brat Jerzy (1922–1987), był także konstruktorem obrabiarek. Od 1937 wspólnie bratem zaangażowali się w taternictwo, w 1939 dokonali swojego pierwszego wejścia od północy na Zachodnią Rumanową Przełęcz.
Podczas okupacji hitlerowskiej działał w konspiracji używając pseudonimu Marek, od 1943 z Komendą Główną Armii Krajowej, Oddziałem VI BiP (Biurem Informacji i Propagandy), był zaangażowany w działalność Tajnych Wojskowych Zakładów Wydawniczych (TWZW). Podczas powstania warszawskiego kierował tajną drukarnią nr 4 przy ulicy Szpitalnej 12, po jego upadku opuścił miasto z ludnością cywilną.
Po zakończeniu II wojny światowej ukończył studia mechaniczne na Politechnice Warszawskiej, w późniejszych latach poświęcił się projektowaniu obrabiarek ciężkich i maszyn specjalnych. Przez wiele lat był głównym konstruktorem w Fabryce Obrabiarek Ciężkich „Ponar-Zawiercie”.
W 1952 otrzymał Nagrodę Państwową II stopnia za opracowanie konstrukcyjne szeregu typów obrabiarek, a w szczególności tokarki zunifikowanej T 400 oraz tokarek do walców 2 TAP i 3 TAP.
Zmarł w Warszawie, pochowany na cmentarzu Powązkowskim (kwatera Pod Murem IV-1-67).

## Upamiętnienie
Czesław Mierzejewski jest patronem ulicy w Porębie, przy której znajduje się fabryka tokarek i obrabiarek.